# Miss Grand International
A Miss Grand International egy évenkénti megrendezésű nemzetközi szépségverseny, melyet 2013-ban rendeztek meg először az Thaiföldban, Nonthaburiban. A versenyt 2015-ig az Thaiföldban, utána pedig különböző országokban tartották meg; Egyesült Államok (2016), Vietnám (2017), Mianmar (2018) és Venezuela (2019-2020). A verseny elsődleges célja a háborúk és mindenféle erőszak elleni küzdelem. A cím jelenlegi (2019) birtokosa a Venezuelai «Valentina Figuera».
A versenyt szervező testület, a Miss Grand International Organization (MGIO) 2013 óta a thaiföldi üzletember, «Nawat Itsaragrisil» tulajdonában van. A verseny népszerűsége évről évre egyre nagyobb, minden évben az előző évinél több ország küld versenyzőt. Csak olyan országok küldhetnek versenyzőt a nemzetközi döntőbe, amelyek ezt a licence-t megvásárolják, és vállalják, hogy az abban leírtaknak megfelelően választják meg az adott ország küldöttjét.
Hagyomány, hogy a «Miss Grand International» győztese az elkövetkező egy évben (a következő versenyig) Bangkokban lakik és innen indul útjaira a világ minden tájára.
A «Miss Grand International» versenyen magyar résztvevő még nem ért el helyezést.

## A verseny
A versenyen való részvétel feltétele, hogy az adott résztvevő ország versenyzője megnyerje azt a hazai versenyt, melyet a «Miss Grand International» franchise tulajdonosa szervez. A nemzetközi döntő rendszerint egy-egy hónapig tartó rendezvénysorozat, amelynek részei nemcsak az előválogatások és interjúk, de bálok, vacsorák, és egyéb jótékonysági események is. A rendezvénysorozat fénypontja az utolsó napon tartott, és világszerte közvetített döntő, melyen az összes résztvevő ország versenyzője felvonul, és kihirdetik a továbbjutókat, majd a győztest.

## Győztesek
Az alábbi táblázat csak az utóbbi néhány év győzteseit, a versenyek időpontját és helyét, valamint a versenyzők számát mutatja.
| Év   | Miss Grand International | Ország                    | Helyszín                                                   | Résztvevők |
| ---- | ------------------------ | ------------------------- | ---------------------------------------------------------- | ---------- |
| 2013 | Janelee Chaparro         | Puerto Rico               | Impact, Muang Thong Thani, Nonthaburi, Thaiföld            | 71         |
| 2014 | Lees Garcia              | Kuba                      | Indoor Stadium Huamark, Bangkok, Thaiföld                  | 85         |
| 2015 | Anea Garcia              | Dominikai Köztársaság     | Indoor Stadium Huamark, Bangkok, Thaiföld                  | 77         |
| 2015 | Claire Elizabeth Parker  | Ausztrália                | Indoor Stadium Huamark, Bangkok, Thaiföld                  | 77         |
| 2016 | Ariska Putri Pertiwi     | Indonézia                 | Westgate Las Vegas Resort & Casino, Las Vegas, USA         | 74         |
| 2017 | María José Lora          | Peru                      | Vinpearl Convention Center, Phú Quốc-sziget, Vietnám       | 77         |
| 2018 | Clara Sosa               | Paraguay                  | The ONE Entertainment Park, Rangun, Mianmar                | 75         |
| 2019 | Valentina Figuera        | Venezuela                 | Poliedro de Caracas, Caracas, Venezuela                    | 60         |
| 2020 | Abena Appiah             | Amerikai Egyesült Államok | Show DC Hall, Bangkok, Thaiföld                            | 63         |
| 2021 | Nguyễn Thúc Thùy Tiên    | Vietnám                   | Show DC Hall, Bangkok, Thaiföld                            | 59         |
| 2022 | Isabella Menin           | Brazília                  | Sentul International Convention Center, Jakarta, Indonézia | 68         |
| 2023 | Luciana Fuster           | Peru                      | Phú Thọ Indoor Stadium, Ho Si Minh-város, Vietnám          | 69         |

### Győztes könyvtár

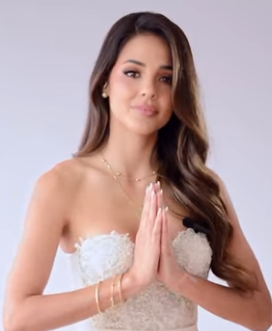
Miss Grand International 2023Luciana Fuster Peru
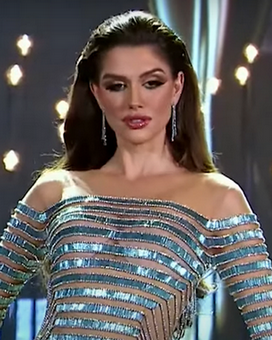
Miss Grand International 2022Isabella Menin Brazília
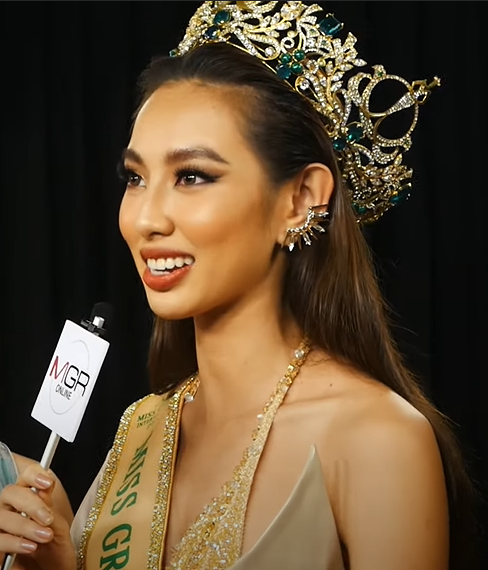
Miss Grand International 2021Nguyễn Thúc Thùy Tiên Vietnám
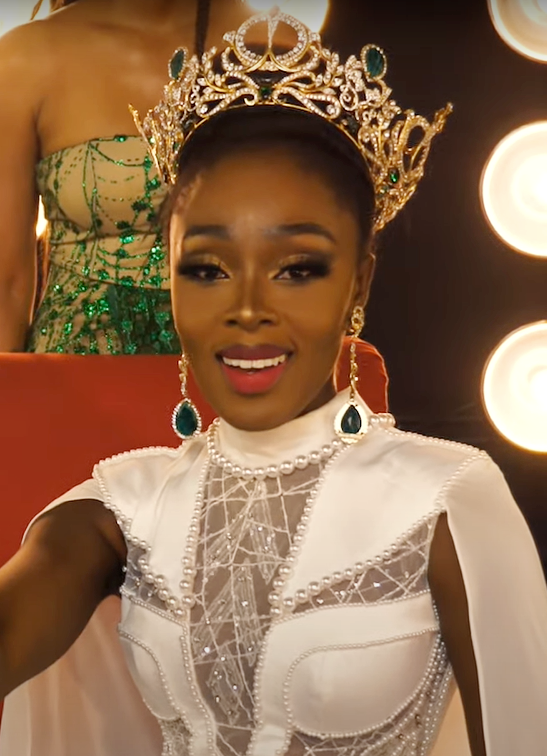
Miss Grand International 2020Abena Appiah Amerikai Egyesült Államok
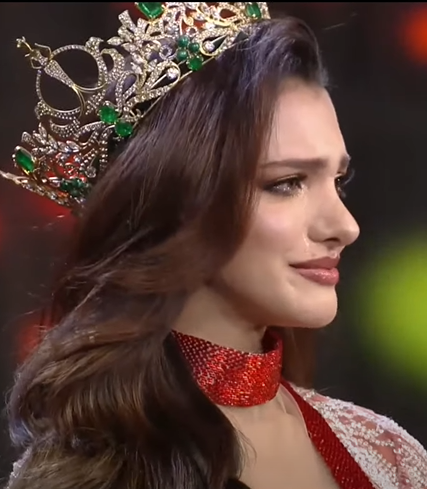
Miss Grand International 2019Valentina Figuera Venezuela
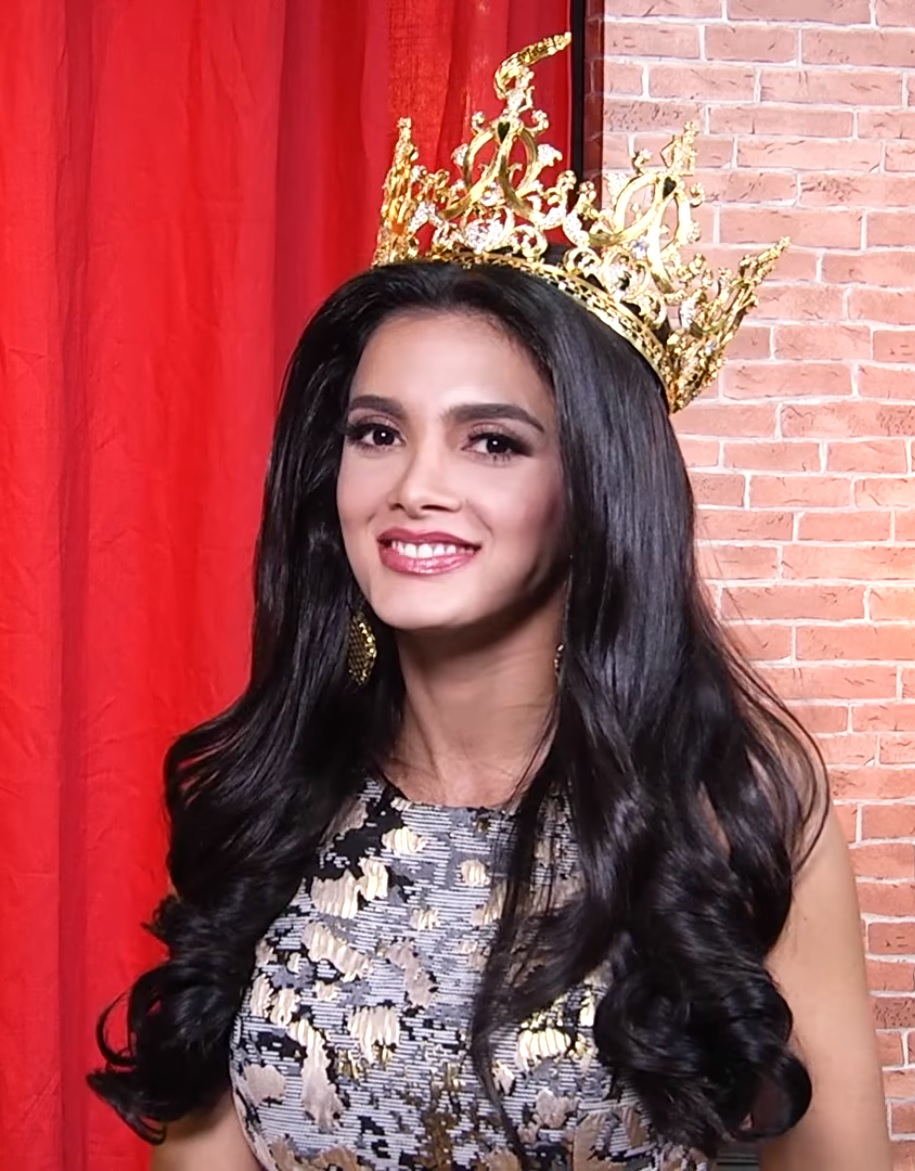
Miss Grand International 2018Clara Sosa Paraguay
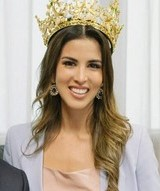
Miss Grand International 2017María José Lora Peru
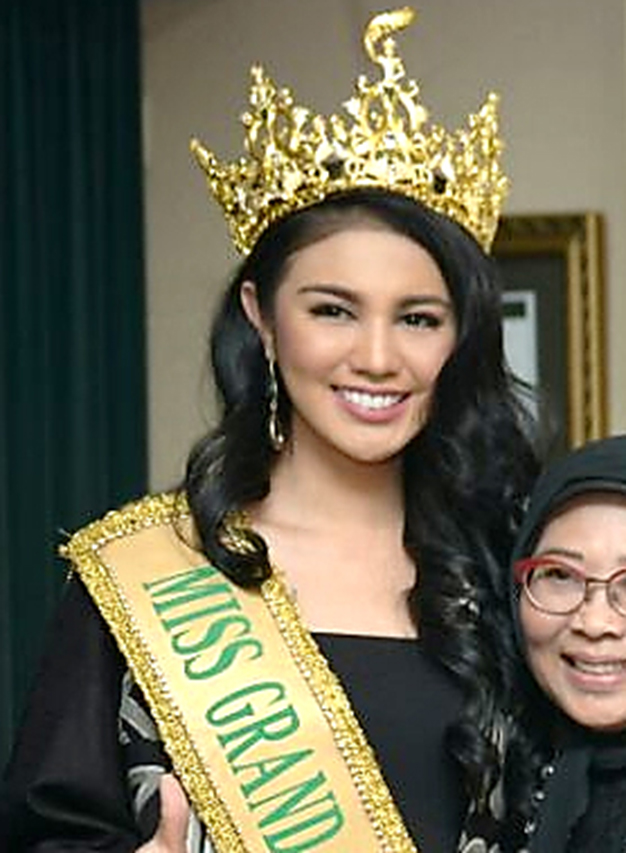
Miss Grand International 2016Ariska Putri Pertiwi Indonézia
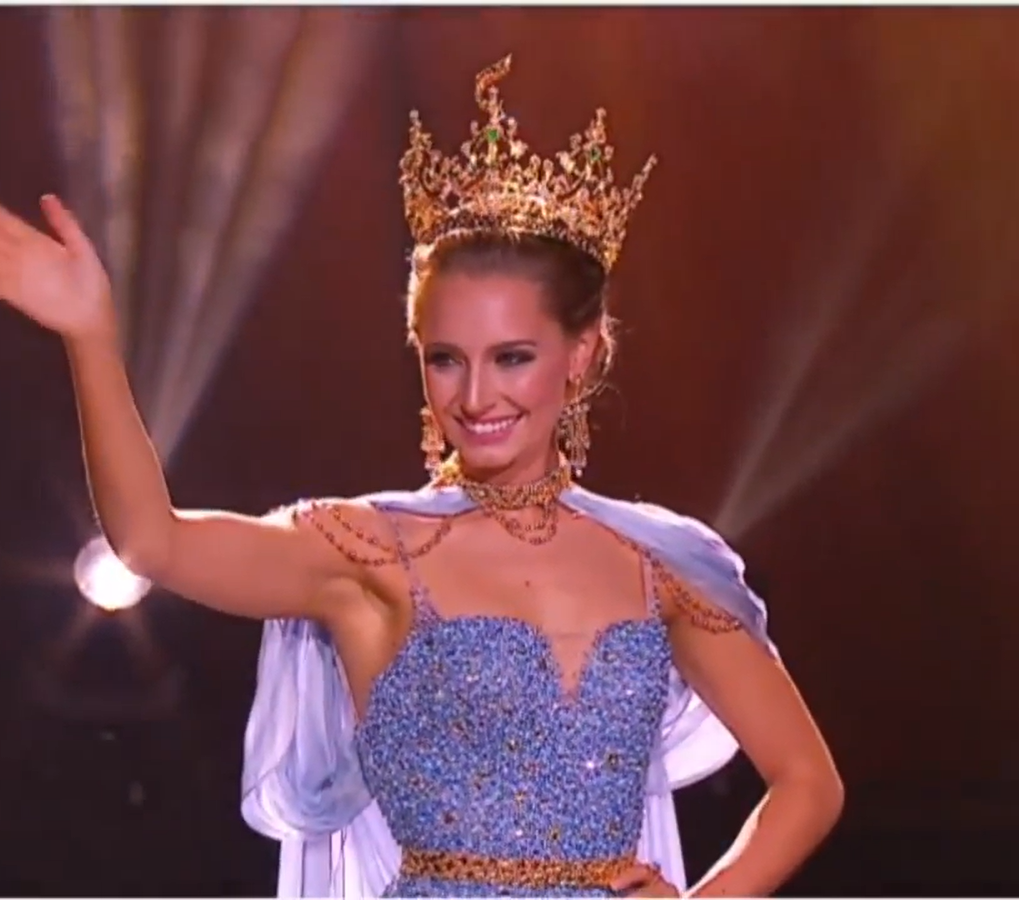
Miss Grand International 2015 Claire Elizabeth Parker Ausztrália
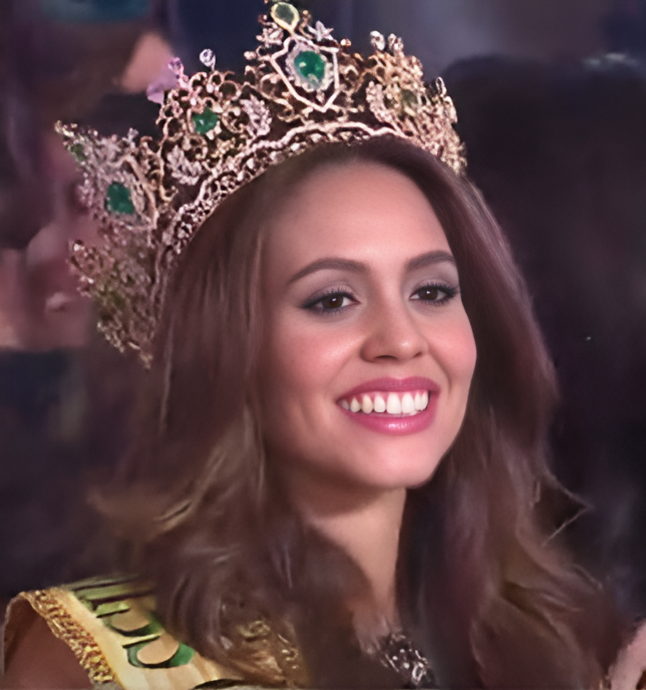
Miss Grand International 2014 Lees Garcia Kuba
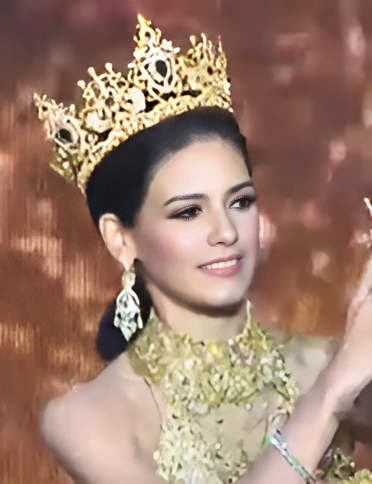
Miss Grand International 2013 Janelee Chaparro Puerto Rico

## Statisztika

### Címek száma kontinensek szerint
| Kontinens | Címek száma | Ország |
| --------- | ----------- | --- |
| Amerika   | 8           | Peru (2), Puerto Rico, Kuba, Dominikai Köztársaság, Paraguay, Venezuela, Amerikai Egyesült Államok, Brazília (1) |
| Ázsia     | 2           | Indonézia, Vietnám (1)                                                                                           |
| Óceánia   | 1           | Ausztrália (1)                                                                                                   |
| Európa    | 0           | |
| Afrika    | 0           | |

## Magyar versenyzők a Miss Grand International versenyen
Magyarország 2013 óta vesz részt a rendezvényen, de egyikőjük sem ért el eredményt. 2013-ban, A Miss Grand Hungary licencet «Eszter Tüzes», Romániai magyarok és ő volt az első magyar képviselő a Miss Grand Internationalnél. 2014 augusztusban a versenyt összevontan rendezték meg a Miss International Hungary versennyel, mivel mindkét rendezvény licencének a tulajdonosa a «Ötvös Brigitta». 
| Év                                                                       | Versenyzők    | Országos verseny | Szülőváros              | Rangsor      | Egyéb díjak                      |
| ------------------------------------------------------------------------ | ------------- | --- | ----------------------- | ------------ | -------------------------------- |
| 2013                                                                     | Eszter Tüzes  | – | Marosvásárhely, Románia | –            |                                  |
| Miss Grand Hungary, a Miss International Hungary Szervezet (2014 – 2017) |               | |                         |              |                                  |
| 2014                                                                     | Lukács Réka   | A «Miss Grand Hungary 2014» címe a Miss International Hungary 2014 szépségversenyen 2. helyezett – Miss International Hungary 2013 | Budapest                | –            | - Top 20 – Nemzeti Viseleti Ruha |
| 2015                                                                     | Dalma Nyitrai | A «Beauty Pageant Hungary 2014» címe a Miss International Hungary 2014 szépségversenyen Face of Beauty Hungary 2014                | Budapest                | Visszavonult | Visszavonult                     |
| 2015                                                                     | Szabó Csillag | Miss International Hungary 2016 | Kalocsa                 | –            |                                  |
| 2016                                                                     | Váradi Anna   | A «Miss Grand Hungary 2016» címe a Miss International Hungary 2016 szépségversenyen                                                | Debrecen                | –            |                                  |
| 2017                                                                     | Pásztor Noémi | A «Miss Grand Hungary 2017» címe a Miss International Hungary 2017 szépségversenyen                                                |                         | Visszavonult | Visszavonult                     |
| 2017                                                                     | Dálma Karman  | Miss International Hungary 2014 Face of Beauty Hungary 2015                                                                        | Tápióbicske             | –            |                                  |
| Nincs képviselő 2018-2019-ben                                            |               | |                         |              |                                  |